# Épître aux Laodicéens
L'Épître aux Laodicéens n'est mentionnée qu'au IVe siècle par Théodore de Mopsueste, en grec puis traduite en latin. Elle se trouve dans certaines éditions de la Vulgate depuis 541 ap. J.-C. et, semble-t-il, dans de nombreuses bibles médiévales. Cette lettre de Paul aurait été rédigée pendant sa captivité à Césarée ou à Rome.

## Présentation
L'Épître aux Colossiens, mentionne une lettre que Paul de Tarse aurait écrite aux chrétiens de Laodicée.

« Lorsque cette lettre aura été lue chez vous, faites en sorte qu’elle soit aussi lue dans l’Église des Laodicéens, et que vous lisiez à votre tour celle qui vous arrivera de Laodicée. »

Mais cette lettre ne figure pas dans le canon biblique ; soit elle a été perdue, soit elle n'a pas été retenue par les premiers chrétiens comme étant inspirée. Ceux qui en parlent affirment qu’elle a été écrite par un hérétique de la secte de Marcion († 161 apr. J.-C.). Marcion croyait que seules dix lettres de Paul et l’évangile de Luc devaient figurer dans le canon biblique. Tertullien, vers 155 apr. J.-C., assure que cette lettre aux Laodicéens était en fait celle adressée aux Éphésiens et accusait Marcion d’en avoir changé le titre.
Au XVIIe siècle dans certains milieux luthériens, l’épître aux Laodicéens est utilisée comme outil pédagogique dans les écoles de théologies[réf. nécessaire].